# Ernst Deger

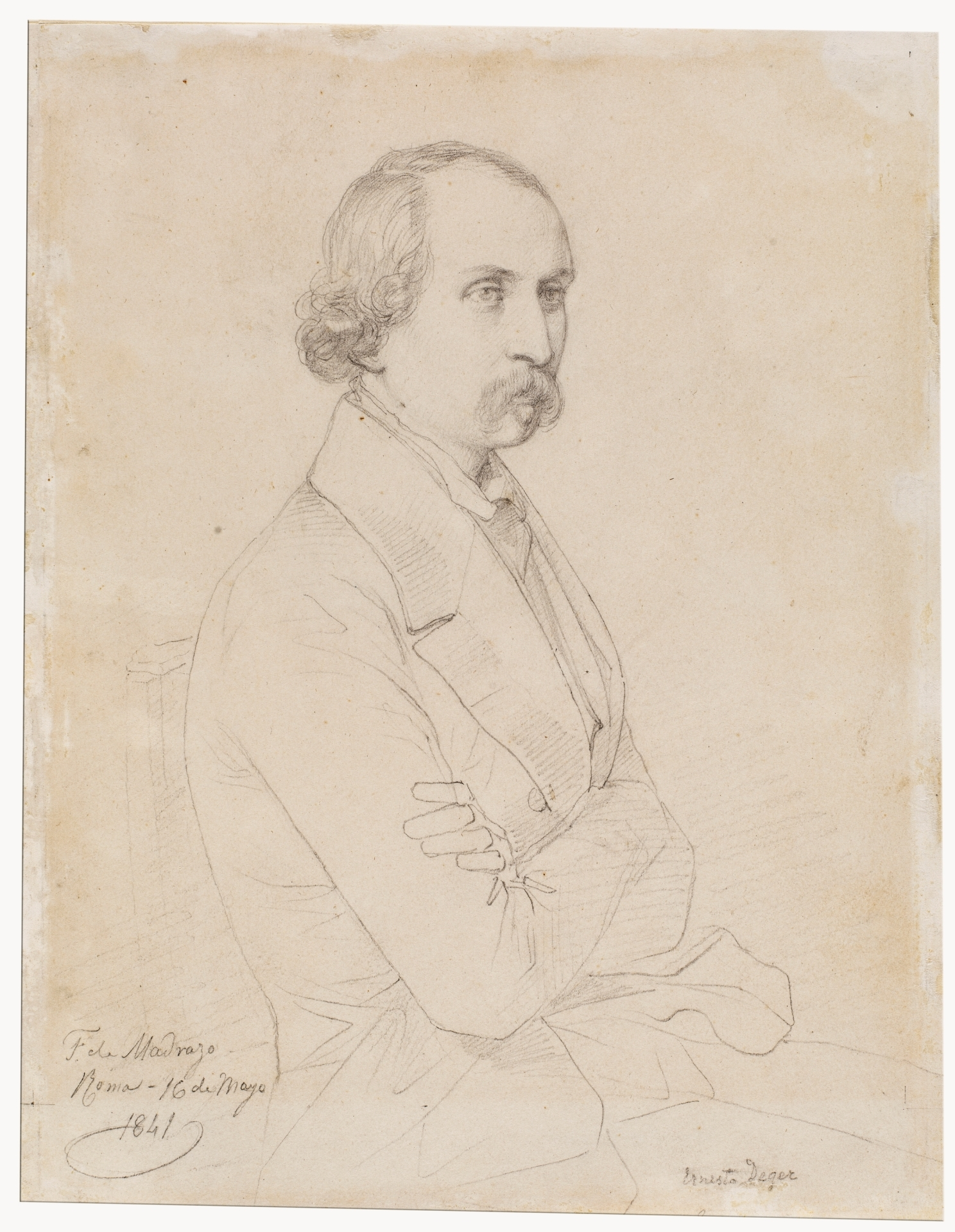
Ernst Deger, di Federico de Madrazo (1841)

Ernst Deger (Bockenem, 15 aprile 1809 – Düsseldorf, 27 gennaio 1885) è stato un pittore tedesco, con i suoi dipinti religiosi nello stile dei Nazareni, è considerato uno dei principali rappresentanti della scuola di pittura di Düsseldorf nel campo dell'arte cristiana.

## Biografia

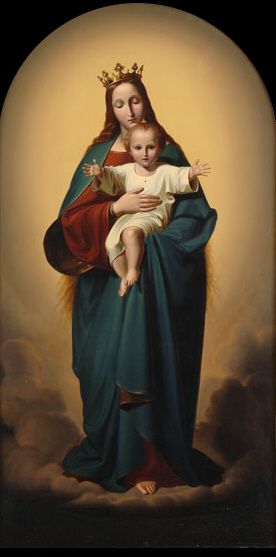
Ernst Deger: "Maria Regina del cielo"

Ernst Deger frequentò l'Accademia d'arte di Berlino dal 1828 e si trasferì all'Accademia d'arte di Düsseldorf nel 1829, dove studiò con Wilhelm von Schadow.
Nel 1836/1837, a nome del Kunstverein per la Renania e la Vestfalia, creò una pala d'altare per la chiesa di Sant'Andrea (Düsseldorf), che mostra Maria come "Regina del cielo".
La sua interpretazione di Maria Regina del cielo, che tiene in braccio il bambino Gesù, incontrò esattamente il gusto religioso del suo tempo. In questo quadro Gesù non è rappresentato come un neonato, ma piuttosto come un bambino di circa due o tre anni, che allarga le braccia e guarda verso lo spettatore. La postura delle braccia e del corpo di Gesù formano una croce, prefigurazione della futura morte di Cristo. La Pala d'altare di Deger divenne presto una delle immagini religiose più popolari della scuola di pittura di Düsseldorf.
Illustrò numerosi libri di preghiera cattolici, ed effettuò molte decorazioni murali di grande formato.
Nel 1837 andò in Italia con Karl Müller, Andreas Müller e Franz Ittenbach per studiare gli affreschi degli antichi maestri a Firenze e a Roma. Overbeck, leader dei preraffaelliti tedeschi e capo della "Scuola dei Nazareni", diede consigli e incoraggiamento a questi giovani artisti, e Deger apprese molto dal contatto con questo insegnante. Nel 1842 tornò in Germania. Dopo il suo ritorno, eseguì gli affreschi della storia di Cristo nella Chiesa di Sant'Apollinare vicino a Remagen, sempre insieme a Ittenbach e ai fratelli Müller, per conto del conte Franz Egon von Fürstenberg-Stammheim. Gli affreschi di questa chiesa sono considerati una delle opere monumentali più importanti della scuola di Düsseldorf.
Dal 1853 al 1857 Federico Guglielmo IV gli commissionò la realizzazione di murali dogmatici religiosi nella cappella del castello di Stolzenfels. Fu assistito da Peter Joseph Molitor  in questo lavoro, che è considerato la sua opera magna.

## Singole opere nella cappella del castello di Stolzenfels
- Adamo ed Eva nel giardino dell'Eden
- Peccato originale
- Caino uccide Abele
- Sacrificio di Isacco
- Re David
- Annunciazione di Maria
- Adorazione dei magi
- Crocifissione
- Risurrezione di Cristo
- Ascensione di Cristo
- Discesa dello Spirito Santo
- Giudizio Finale

Nel 1869 ricevette una cattedra di pittura di storia religiosa presso l'Accademia d'arte di Düsseldorf, dove aveva lavorato come insegnante sin dal 1860. Tra i suoi allievi si annoverano Franz Paul Massau e Friedrich Stummel.
La critica d'arte contemporanea ha valutato la nobile semplicità, la composizione arguta, l'intimità e l'interiorità delle sue opere, nate dalla sua profonda pietà religiosa.